# Anne-Valérie Bonnel
Anne-Valérie Bonnel (Beaumont, 10 giugno 1965) è una copilota di rally francese.

## Biografia
In coppia con il pilota Didier Malga ha vinto nel 2018 la FIA E-Rally Regularity Cup.